# 寺内タキ
寺内 タキ（てらうち たき、1863年1月18日〈文久2年11月29日〉 - 1920年〈大正9年〉6月4日）は、日本の第18代内閣総理大臣である寺内正毅の妻（内閣総理大臣夫人）。

## 経歴
1863年1月18日（文久2年11月29日）、海軍主計総監を務めた長谷川貞雄の長女として生まれる。
後に内閣総理大臣を務める寺内正毅と結婚する。正毅にはタニという先妻がいたが、1890年（明治23年）に死別している。正毅との間には次男の毅雄を出産。タキは病弱で、大磯にタキの静養を目的とした別荘を建設している。
1920年（大正9年）、死去。